# Too Late Now
Too Late Now ist ein Song von Burton Lane (Musik) und Alan J. Lerner (Text), der 1950 veröffentlicht wurde und sich zum Jazzstandard entwickelte.
Lane und Lerner schrieben Too Late Now für den Film Königliche Hochzeit (Originaltitel: Royal Wedding, 1951, Regie: Stanley Donen, mit Fred Astaire und Jane Powell in den Hauptrollen). Diese singt in dem Film Too Late Now als eine offene Liebeserklärung an Peter Lawford; bei einer Party in London versichert Jane Powell ihrem Filmpartner, es sei too late now to forget and go on to someone new. Sinngemäß lauten die ersten Liedzeilen: „Zu spät um dein Lächeln zu vergessen / wie wir uns aneinander klammerten, als wir miteinander tanzten / zu spät jetzt um es zu vergessen und zu jemand neuem zu wechseln.“
Das Lied erhielt 1952 eine Oscar-Nominierung in der Kategorie Bester Song. Die Filmsongs von Fred Astaire und Jane Powell erschienen Anfang der 1950er-Jahre auf einer 25-cm-LP bei MGM Records (MGM 30316). In den folgenden Jahren entstanden zahlreiche Coverversionen im Bereich des Jazz und der populären Musik, u. a. von Dinah Shore, Toni Arden/Percy Faith, Bing Crosby, Sammy Price, André Previn, Peggy Lee, Jimmy Raney, Cleo Laine, Reinhold Svensson, Ahmad Jamal, Art Farmer, Mel Tormé, Sammy Davis junior, Wes Montgomery, Roland Kirk, Ben Webster, was den Song zu einem populären Jazzstandard machte. In späteren Jahren wurde Too Late Now u. a. auch von Mark Murphy, George Shearing/Carmen McRae (Two for the Road, 1980), Joe Pass, Maxine Sullivan, Harvie Swartz, Tony Coe, Bengt Hallberg, Hank Jones, Warren Vaché, Jane Monheit, Rebecca Kilgore, Shirley Horn und [[Claire Martin (Sängerin)<Claire Martin]] (2012). Der Diskograf Tom Lord listet 149 Versionen des Songs.